# Os Limites do Crescimento
Os Limites do Crescimento é um livro escrito em 1972 que modelou as consequências do crescimento rápido da população mundial considerando os recursos naturais limitados, comissionado pelo Clube de Roma. Encomendado pelo Clube de Roma, o estudo teve suas descobertas apresentadas pela primeira vez em encontros internacionais em Moscou e no Rio de Janeiro no verão de 1971.  Os autores do relatório são Donella H. Meadows , Dennis L. Meadows , Jørgen Randers e William W. Behrens III, representando uma equipe de 17 pesquisadores. 
É um relatório de 1972 que discutiu a possibilidade de crescimento económico e com oferta finita de recursos, estudado por simulação computacional. O estudo utilizou o modelo computacional World3 para simular as consequências das interações entre a Terra e os sistemas humanos. O modelo foi baseado no trabalho de Jay Forrester do MIT, conforme descrito em seu livro World Dynamics. 
No modelo original do relatório "Limites do Crescimento", cinco variáveis críticas foram analisadas, todas assumidas para crescer de forma exponencial, refletindo seus padrões históricos de expansão: população mundial, industrialização, poluição, produção de alimentos e esgotamento dos recursos naturais. Essa abordagem permitiu aos pesquisadores explorar as interações complexas entre esses fatores e projetar as consequências de continuar seguindo essas tendências sem intervenção. O modelo visava demonstrar como a interdependência dessas variáveis poderia levar a um colapso ambiental e econômico global se medidas de moderação e sustentabilidade não fossem implementadas. Ao fazer isso, o estudo destacou a necessidade urgente de políticas que regulassem o crescimento industrial e populacional, melhorassem a eficiência na produção de alimentos, e mitigassem os impactos da poluição e do uso de recursos. 
Em 2008 Graham Turner da Commonwealth Scientific and Industrial Research Organisation (CSIRO) na Austrália, publicou um artigo intitulado "Uma comparação de 'Os Limites do Crescimento' com trinta anos de realidade". Nele examinou os últimos trinta anos de realidade com as previsões feitas em 1972 e descobriu que mudanças na industrialização, produção de alimentos e poluição estão todas coerentes com as previsões do livro de um colapso econômico e social no século XXI.
As conclusões do relatório sugerem que, na ausência de alterações significativas na utilização dos recursos, é altamente provável que haja uma diminuição abrupta e incontrolável tanto na população como na capacidade industrial. Apesar de o relatório ter enfrentado severas críticas e escrutínio aquando da sua publicação, pesquisas subsequentes constatam consistentemente que a utilização global dos recursos naturais foi reformada de forma inadequada desde então para alterar as suas previsões básicas.  
Desde a sua publicação, foram adquiridos cerca de 30 milhões de exemplares do livro em 30 idiomas.  Continua a gerar debate e foi objeto de várias publicações subsequentes. 

## Objetivo
Ao contratar a equipe do MIT para realizar o projeto que resultou no relatório, o Clube de Roma tinha três objetivos: 
1. Obtenha insights sobre os limites do nosso sistema mundial e as restrições que ele impõe ao número e à atividade humana.
2. Identificar e estudar os elementos dominantes e suas interações que influenciam o comportamento a longo prazo dos sistemas mundiais.
3. Alertar para o resultado provável das políticas económicas e industriais contemporâneas, com vista a influenciar mudanças para um estilo de vida sustentável. [1]

## Método
O modelo World3 é baseado em cinco variáveis: “população, produção de alimentos, industrialização, poluição e consumo de recursos naturais não renováveis”. No momento do estudo, todas essas variáveis estavam aumentando e presumia-se que continuassem a crescer exponencialmente, enquanto a capacidade da tecnologia de aumentar os recursos crescia apenas linearmente. Os autores pretendiam explorar a possibilidade de um padrão de resposta sustentável que seria alcançado alterando as tendências de crescimento entre as cinco variáveis em três cenários. Observaram que as suas projeções para os valores das variáveis em cada cenário eram previsões "apenas no sentido mais limitado da palavra", e eram apenas indicações das tendências comportamentais do sistema.  Dois dos cenários assistiram à "ultrapassagem e colapso" do sistema global em meados e na última parte do século XXI, enquanto um terceiro cenário resultou num "mundo estabilizado".   